# Ramas Schengelia
Ramas Schengelia (georgisch რამაზ შენგელია englisch Ramaz Shengelia; russisch Рамаз Александрович Шенгелия Ramas Alexandrowitsch Schengelija; * 1. Januar 1957 in Kutaissi, Georgische SSR; † 21. Juni 2012 in Tiflis, Georgien) war ein sowjetischer Fußballspieler georgischer Herkunft.

## Werdegang
Schengelia begann seine Karriere bei Torpedo Kutaissi, dem Verein seiner Heimatstadt. Im Jahr 1977 wechselte er zu Dinamo Tiflis. 1978 wurde er mit dieser Mannschaft sowjetischer Meister und erstmals zum sowjetischen Fußballer des Jahres gewählt. Im Jahr 1979 gewann er mit Dinamo Tiflis den sowjetischen Pokal. In der Saison 1980/1981 gewann er mit seinem Team den Europapokal der Pokalsieger und wurde zum zweiten Mal sowjetischer Fußballer des Jahres. Er schoss insgesamt 120 Tore in 283 Ligaspielen für Dinamo Tiflis.
Zwischen 1979 und 1983 bestritt Schengelia für die sowjetische Nationalmannschaft 26 Spiele und erzielte 10 Tore, er nahm 1982 an der Weltmeisterschaft in Spanien teil und erzielte bei diesem Turnier einen Treffer.
Nach 1983 konnte Schengelia nicht mehr an seine herausragenden Leistungen anknüpfen und wurde nicht mehr für die Nationalmannschaft nominiert, auch Dinamo Tiflis konnte keine Titel mehr gewinnen. 1986 schloss er sein Studium an der Staatlichen Universität Tiflis ab. Von 1989 bis 1990 spielte er eine Saison für IFK Holmsund in Schweden.
Während der 1990er Jahre arbeitete Schengelia für den Georgischen Fußballverband und war Manager der Nationalmannschaft. Dieses Amt gab er aufgrund gesundheitlicher Probleme 2002 auf.
Schengelia starb 2012 infolge einer Gehirnblutung. Das Ramas-Schengelia-Stadion in Kutaissi wurde nach ihm benannt.